# Landschaftsschutzgebiet Talhänge von Alme und Afte
Das Landschaftsschutzgebiet Talhänge von Alme und Afte mit 355,70 ha Flächengröße liegt im Stadtgebiet von Büren im Kreis Paderborn. Das Landschaftsschutzgebiet (LSG) wurde 2007 vom Kreistag mit der 1. Änderung Landschaftsplan Büren-Wünnenberg, aus dem Jahr 1996, ausgewiesen. Das LSG besteht aus zehn Teilflächen und grenzt teilweise direkt an andere Schutzgebiete wie das Landschaftsschutzgebiet Alme- und Afteaue an. Teilflächen liegen direkt am Siedlungsrand von Büren und Dörfern. In Büren und in Wewelsburg liegen je eine Fläche auch im Siedlungsgebiet.  

## Beschreibung
Das LSG umfasst strukturreiche Kulturlandschaft im Bereich der Talhänge von Alme und Afte. Aufgrund von Morphologie und Hangneigung liegt überwiegend eine Grünlandnutzung vor. Auch zahlreiche Feldgehölze und kleinere Wälder befinden sich im LSG. Eine Ackernutzung gibt es allenfalls in flacheren Hangbereichen. Auch Obstwiesen kommen im Gebiet vor.
Es ist verboten Obstbaumwiesen zu beeinträchtigen oder ohne Genehmigung zu beseitigen. Für die Pflege der Obstbaumwiesen einschließlich der Bodenpflege besteht die Möglichkeit der Förderung im Rahmen des Vertragsnaturschutzes (Kulturlandschaftsprogramm). Wird eine Genehmigung erteilt, Obstbäume zu beseitigen, ist entsprechender Ausgleich und Ersatz zu schaffen, inklusive einer regelmäßigen Baum- und Bodenpflege.